# Petrogale coenensis
Petrogale coenensis är en pungdjursart som beskrevs av Niles Eldredge och Robert L. Close 1992. Petrogale coenensis ingår i släktet klippkänguruer och familjen kängurudjur. IUCN kategoriserar arten globalt som nära hotad. Inga underarter finns listade.
Pungdjuret förekommer på nordöstra Kap Yorkhalvön, Australien. Arten vistas i klippiga områden som är täckta av öppna skogar.